# Strijkkwartet nr. 15 (Schubert)
Strijkkwartet nr. 15 D. 887 in G-majeur uit juni 1826 is het laatste strijkkwartet dat Franz Schubert schreef. Het is in 1851 gepubliceerd als opus 161, door Diabelli in Wenen. Het is een lyrisch werk, waarin de muziek ver weg liggende toonsoorten verkent in een mate die ongebruikelijk was in zijn composities. Schubert plaatste daar grote dymanische contrasten en pizzicato tegenover. De structuur van de delen zijn wat ambigu, omdat Schubert zich concentreerde op lyriek in plaats van de traditionele harmonische structuren.

## Analyse
Het kwartet bestaat uit de traditionele vier delen:
1. Allegro molto moderato (G-majeur)
2. Andante un poco moto (E-mineur)
3. Scherzo. Allegro vivace – Trio. Allegretto (B-mineur)
4. Allegro assai (G major)

Een uitvoering duurt ongeveer 50 minuten, als alle herhalingstekens worden eerbiedigd. Een belangrijke uitvoering van het Ébène Quartet duurt 55 minuten.

### I. Allegro molto moderato
Het eerste deel is gebaseerd op een motief van chromatisch dalende kwarten temidden van afwisselende majeur- en mineur-akkoorden. Het eerste, lyrische thema van dit deel begint met een zestiende noot als opmaat tot een verlengde achtste noot. Het thema klinkt in veel variaties in de rest van het kwartet. In het eerste deel is veel tremolo te horen, ook vlak voor de herhaling van de expositie.
Veel componisten breken in de doorwerking een thema in steeds kleinere stukken. Schubert, bekend om zijn lyrische benadering, breidt het thema juist continu uit. Dit is ook zichtbaar in een motief in triolen dat de eerste en tweede themagroepen verbindt; de tweede themagroep opent, precies zoals ook gebeurt in het later gecomponeerde strijkkwintet, en vergelijkbaar met de techniek in sommige composities van Beethoven: niet in de dominante toonsoort, maar met een rustig thema in de mediant, Bes-majeur onder begeleiding van pizzicato en met een ander ritme dan dat van het lyrische thema dat de muziek in het begin van dit deel (maat 14) vertraagde.
Na een onrustige overgang, gedomineerd door triolen, klinkt het thema opnieuw, nu in D-majeur, met begeleiding in triolen, die voortduren tot het eind van de expositie, en geleidelijk een kwint dalen van D naar G. Na de herhaling, bij het begin van de doorwerking, zetten de triolen door, terwijl er wordt opgebouwd naar meer energieke prestaties en snellere versies van het ritme van het hoofdthema. De climax van de doorwerking leidt naar een opvallend rustige reprise, die bij aanvang sterk gevarieerd klinkt ten opzichte van de expositie. In de coda worden zowel het ritme als de afwisseling tussen majeur en mineur van het openingsthema tegen elkaar uitgespeeld.
Het eerste deel bevat een opvallend vernieuwende harmonische passage tussen maat 414 en maat 429. Schubert verlengt G-majeur door het octaaf in drie grote tertsen te verfdelen. Doorgangs-septiemakkoorden in de bas zorgen voor een soepele lineaire progressie die de grote tertsen verbinden. Dit betekent dat de bas, in dit geval de cello, met een hele-toonstoonladder daalt. De progressie ziet er als volgt uit: G (maat 414-416) - Es (maat 417-418) - B (maat 419-420) - G (maat 421-422) - Es (maat 423-426). In maat 426 herschrijft Schubert het dominant septiemakkoord enharmonisch en lost het op in de Duitse vergrote sext.

### II. Andante un poco moto
Het dramatische langzame deel bevat sterke impulsen van marsritmes en plotse opwaartse glissandi op de viool, alsook veel tremolo. Dit deel verkent dramatische variaties van ideeën tussen opeenvolgende episodes. De eerste episode bevat een harmonisch statische cellosolo, begeleid door pizzicati. Deze gaat abrupt over in de tweede, fortissimo episode in maat 43, versterkt door unisoni en octaven. De dramatische terugkeer van het thema uit de idyllische eerste episode is anders dan de resolutie van het thema in het eerste deel.

### III. Scherzo. Allegro vivace – Trio. Allegretto
Het scherzo is licht van textuur en meestal vlug. Het wijst vooruit naar de scherzi van Mendelssohn. Het trio is een rustig, begeleid duet, eerst tussen de cello en de eerste viool, dan tussen de eerste viool en de altviool, en daarna weer tussen de cello en de eerste viool. Het thema van het trio dat door de cello wordt gespeeld is een nieuwe versie van het thema uit het tweede deel, dat daar ook door de cello wordt gespeeld.
Het derde deel kan worden gezien als een kopie van de vorm van het tweede deel. Het scherzo en het trio wisselen op dezelfde manier thema's uit als in het tweede deel.

### IV. Allegro assai
Het vierde deel zet de ambigue vorm van de voorafgaande drie delen voort in een verlengde finale. Het is onduidelijk of dit deel een sonatevorm of een rondo is, en of het in G-majeur of in g-mineur staat. Het eerste thema heeft snellere extremen in de uitwisseling tussen muziek in majeur en mineur dan het eerste deel. De ritmes brengen de tarantella in herinnering, zoals in de finale van Schuberts strijkkwartet nr. 14 in d-mineur, waar de finale in sommige capricieuze opzichten op lijkt.

## Culturele erfenis
In Woody Allens comedy-drama Crimes and Misdemeanors uit 1989, worden passages uit het eerste deel gebruikt voor een dramatiserend effect tijdens sommige scnènes van de centrale plot.
In Gramophone noemde Stephen Johnson dit werk Schuberts grootste strijkkwartet en speculeerde dat dit kwartet minder vaak wordt uitgevoerd dan Schuberts twee voorafgaande kwartetten; niet vanwege mindere kwaliteit, maar omdat het minder toegankelijk is.

## Opnames
Schuberts Strijkkwartet nr. 15 in G-majeur (D. 887) is door veel kwartetensembles opgenomen, waaronder:
- Alban Berg Quartett
- Amadeus Quartet
- Artemis Quartet
- Auryn Quartett
- Belcea Quartet
- Brandis Quartet
- Busch Quartet
- Cherubini Quartet
- Chilingirian Quartet
- Cuarteto Casals
- Doric String Quartet
- Emerson String Quartet
- Fitzwilliam Quartet (authentieke uitvoeringspraktijk)
- Guarneri Quartet
- Hagen Quartett
- Hugo Wolf Quartet
- Hungarian Quartet
- Juilliard String Quartet
- Kodály Quartet
- Kolisch Quartet
- Kuss Quartet
- Leipzig String Quartet
- Mandelring Quartet
- Melos Quartett Stuttgart
- New Orford String Quartet
- New Zealand String Quartet
- Oslo String Quartet
- Prazak Quartet
- Quartetto Italiano
- Quatour Terpsycordes (authentieke uitvoeringspraktijk)
- Skálholt String Quartet (authentieke uitvoeringspraktijk)
- Takács Quartet
- Tetzlaff Quartet
- Tokyo String Quartet
- Végh Quartet
- Verdi Quartett